# Prag 6
Prag 6 ist ein Verwaltungsbezirk sowie ein Stadtteil der tschechischen Hauptstadt Prag. Der Bezirk liegt am nordwestlichen Rand der Stadt und reicht bis ins historische Zentrum Prags hinein. Auf dem Gebiet liegt der Václav-Havel-Flughafen Prag.

## Struktur

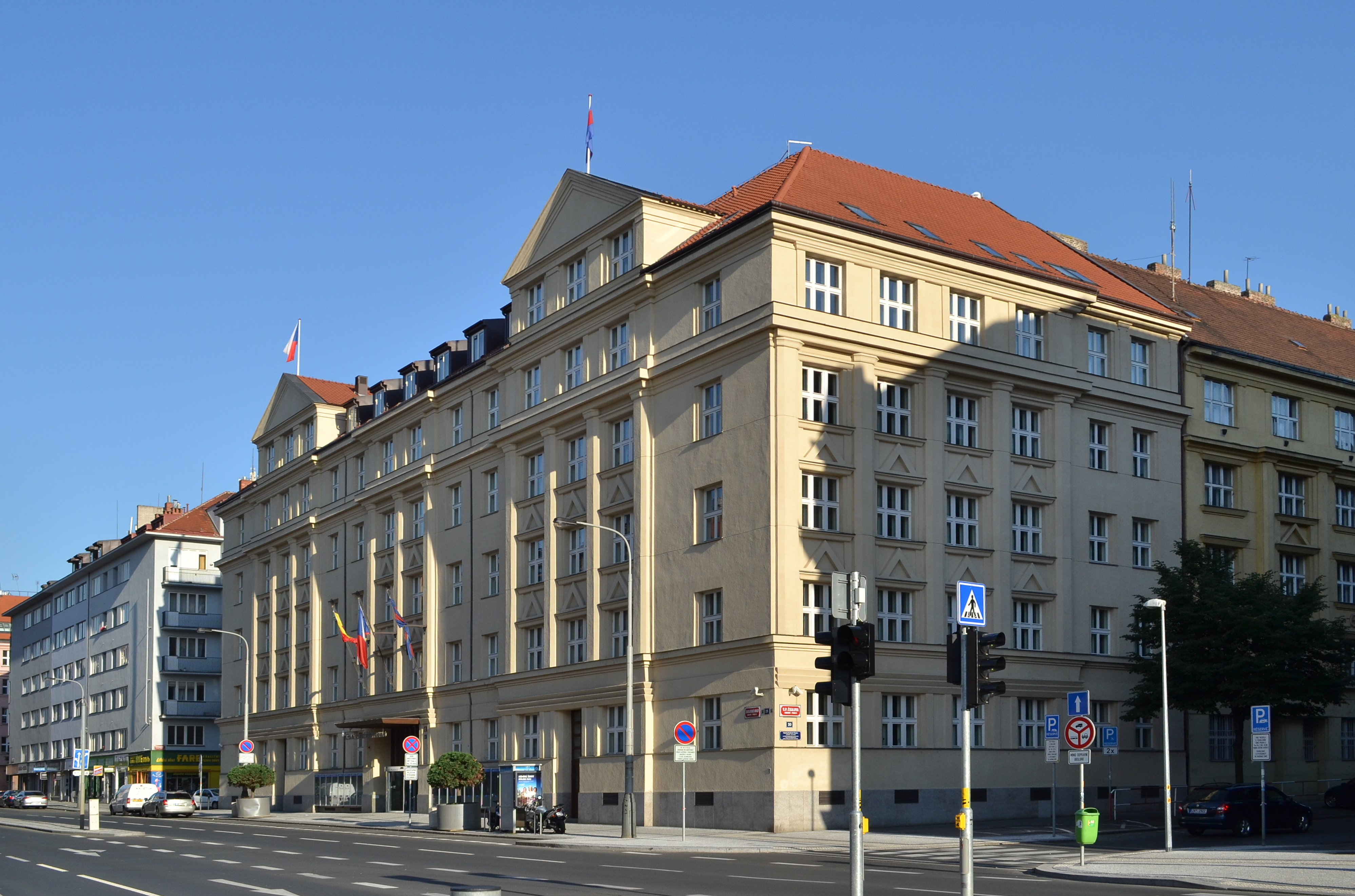
Rathaus von Prag 6

Der Verwaltungsbezirk Prag 6 umfasst die Stadtteile Prag 6, Lysolaje, Nebušice, Přední Kopanina und Suchdol.
Der Stadtteil Prag 6 wiederum umfasst die Katastralgemeinden Ruzyně, Liboc, Veleslavín, Vokovice, Dejvice und Střešovice zur Gänze sowie Teile von Břevnov, Sedlec, Bubeneč und Hradčany.

## Institutionen und Sehenswürdigkeiten (Auswahl)
- Kloster Strahov
- Kloster Břevnov
- Schloss Stern auf dem Bílá hora (Weißen Berg)
- Villa Traub
- Theater Semafor
- Theater Spejbl und Hurvínek
- Werkbundsiedlung Prag
- Tschechische Technische Universität
- Universität für Chemie und Technologie
- Tschechische Agraruniversität
- Katholisch-theologische Fakultät der Karls-Universität
- Naturschutzgebiet Šárka-Tal

## Städtepartnerschaften
Prag 6 unterhält Partnerschaften mit Bayreuth, dem 14. Wiener Gemeindebezirk Penzing, Roncegno, Drancy, Sankt Petersburg, Poreč, Ružomberok und dem Landkreis Muratpaşa in Antalya.